# ラ・バスティッド (ピレネー＝オリアンタル県)
ラ・バスティッド（La Bastide、カタルーニャ語:La Bastida）は、フランス、オクシタニー地域圏ピレネーゾリアンタル県のコミューン。

## 由来
ラ・バスティッドの村落は、13世紀終わりまではかつてMolletまたはMolletellの名で知られていた。Moletum（1009年）、Molled（1011年）、Molletello （1046年）と記されている。
ラ・バスティッドの名は1267年から現れる（S. Michaelis de Bastida）。これは要塞が完全に修繕された結果である。

## 歴史
ラ・バスティッドの最初の支配者はCortsavi-Serrallonga家であった。

## 人口統計
| 1962年 | 1968年 | 1975年 | 1982年 | 1990年 | 1999年 | 2006年 | 2012年 |
| ------ | ------ | ------ | ------ | ------ | ------ | ------ | ------ |
| 109    | 80     | 70     | 65     | 64     | 61     | 99     | 80     |

source=1999年までLdh/EHESS/Cassini、2004年以降INSEE

## 史跡
- サン・ミシェル教会 - ロマネスク様式
- サンタンヌ・デ・カトル・テルム礼拝堂 - 1587年に名が登場。他から孤立して高原上にあり、現在は廃墟となっている[4]
- 城の遺構 - 1359年にcastell de la Bastidaとして名が登場。遺構の中にサン・ミシェル教会がたつ[4]
- クリスタール城 - 1194年にcastellum de Cristallとして名が登場。標高1026mのパロメール峠を監視する岩の上にたっている[4]